# Студія 17
Студія 17 - російський комедійний телесеріал. Режисери серіалу - Сергій Сенцов і Олександр Наумов. Прем'єра серіалу відбутися 30 вересня 2013 року на території Росії по телеканалу ТНТ. Примітно, що в серіалі присутня безліч відомих акторів, деякі з яких грають роль «камео», тобто в ролі самих себе. За словами продюсера Валерія Федоровича до випуску другий сезон планується, який імовірно вийде в січні-місяці (рік не уточнюється), зараз ведуться зйомки.
Нереалізовані молоді люди : Денис , Петя , Едик і Оскар вирішують заснувати власну знімальну студію на місці старої автомийки , будучи впевненими , що на цьому зароблять багато грошей. Але повна недосвідченість говорить за себе . Щоразу молоді люди терплять невдачі через своє невігластво , помилок і виявляються у великих боргах . Паралельно вони повинні вирішувати проблеми особистого життя і знайти супутницю по життю. Денис - самотня людина з достатнім досвідом у галузі рекламних зйомок , який ніяк не може вирішиться між двома дівчатами , Петя - хуліган , який не здатний серйозно ставиться до роботи і найчастіше потрапляє з переробки , Едик - невпевнений у собі і тямущий хлопець , який ходить по п'ятах Петі і Оскар - грубий і запальний хлопець , який при першій ознаці агресії готовий кидатися на кого завгодно. Хоча всі вони дуже різні за характером , їх пов'язує міцна дружба і спільна мета - стати відомими і визнаними в області своїх професій.

## Цікаві факти
- У серіалі як другорядних персонажів присутня безліч відомих акторів російського і радянського кіно , наприклад Євген Стеблов, Гоша Куценко, Валентин Гафт, Чулпан Хаматова, Олександр Незлобин, Костянтин Крюков, Катерина Варнава та інші. Багато з них відіграють роль «камео», тобто в ролі самих себе .
- Прототипом для сюжету з дивакуватим винахідником стала реальна історія , коли режисери , будучи молодими монтували по замовленнях фільми. До них звернувся дивний радянський вчений, який придумував всі з «світлого майбутнього» , але після перебудови  втратив роботу, історія за словами режисерів була дійсно драматичною.
- Оскар по матері - карапапах,представник маленького кавказького народу, який вже де-факто перестав існувати , а один з його предків був негром.